# Габровска река
Габровска река (на македонска литературна норма: Габровска река) е река в североизточната част на Северна Македония.
Протича югизточно от Осоговска планина и североизточно от град Царево село. Образува се при сливането на реките Църварица и Стар дол. Преминава през село Габрово и след 4,5 km, край Царево село се влива от дясната страна на река Брегалница. Площта на водосборния ѝ басейн е 31,36 km2.